# Trg svobode, Slovenska Bistrica
Trg svobode v Slovenski Bistrici ima obliko dvojnega lijaka. Obdajajo ga enonadstropne stavbe (razen kasneje sezidanega hotela Beograd in nekdanje samostanske zgradbe), ki so v stavbni masi še dobro ohranjene. 
Večinoma so ohranjene historične fasade, spremenjene največkrat le v izložbenih pasovih. Posebno kvaliteto predstavljajo visoke opečne strehe in detajli kot so portali, fasadna plastika in druge podrobnosti. Prostorski ekcentii trga so: Rotovški stolp, cerkveni zvonik in spomenik padlim.